# Architis
Architis is een geslacht van spinnen uit de  familie van de kraamwebspinnen (Pisauridae).

## Soorten
- Architis altamira Santos, 2007
- Architis brasiliensis (Cândido Firmino de Mello-Leitão, 1940)
- Architis capricorna Carico, 1981
- Architis catuaba Santos, 2008
- Architis colombo Santos, 2007
- Architis comaina Santos, 2007
- Architis cymatilis Carico, 1981
- Architis dianasilvae Santos, 2007
- Architis erwini Santos, 2007
- Architis fritzmuelleri Santos, 2007
- Architis gracilis Santos, 2008
- Architis helveola (Eugène Simon, 1898)
- Architis ikuruwa Carico, 1981
- Architis maturaca Santos, 2007
- Architis neblina Santos & Nogueira, 2008
- Architis robusta Carico, 1981
- Architis spinipes (Władysław Taczanowski, 1874)
- Architis tenuipes (Eugène Simon, 1898)
- Architis tenuis Eugène Simon, 1898
- Architis turvo Santos, 2007